# 大艾于斯坦博特恩峰
61°25′53″N 7°47′39″E / 61.43139°N 7.79417°E

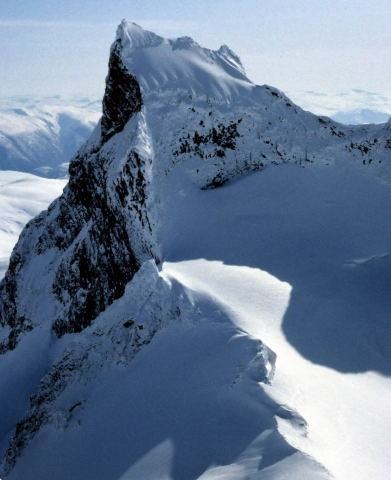

大艾于斯坦博特恩峰是挪威的山峰，位於該國西南部韋斯特蘭郡，處於呂斯特和奧達爾接壤的邊界，屬於尤通黑門山脈中許龍阿訥山脈的一部分，海拔高度2,203米，人類在1883年首次登頂。